# 吉州 (辽朝)
吉州，辽朝时设置州。
辽国设置吉州福昌军刺史，设置时间不详，不辖县。《武经总要》：“吉州，三韩古城也，契丹置兵防控新罗诸国。东石城，西南鸭绿江，东至大盐州百里，西至海。”大约在今辽宁省庄河市以东、丹东市以西一带。《辽史·道宗纪》：“大安四年（1088年），赈济苏州、吉州、复州、渌州、铁州五州贫民，并免其租税。”辽朝末年依然存在吉州。